# Hemitriccus minimus
El titirijí de Zimmer (Hemitriccus minimus), también denominado tirano todi de Zimmer (en Ecuador y Perú) o mosqueta de Zimmer, es una especie de ave paseriforme de la familia Tyrannidae perteneciente al numeroso género Hemitriccus. Es nativa de América del Sur en la cuenca del Amazonas. 

## Distribución y hábitat
Se distribuye de forma dispersa en algunas localidades amazónicas del sureste de Ecuador (Kapawi) y este de Perú (cerca de Iquitos, alto río Ucayali); en Brasil (noroeste de Acre y Amazonas hacia el este hasta el este de Pará y hacia el sur hasta Tocantins y Mato Grosso), y en el noreste de Bolivia (este de Pando, este de Beni, norte de Santa Cruz); se sospecha que ocurra ampliamente a lo ancho de la Amazonia donde haya su hábitat adecuado.
Esta especie es considerada poco común y local en su hábitat natural: el dosel del bosque húmedo de la Amazonia, preferentemente por debajo de los 500 m de altitud.

## Descripción
Es muy pequeña, mide 10 cm de longitud y pesa entre 6 y 8 g. El plumaje de las partes superiores es verde oliva con el centro de la corona negruzca; presenta lores amarillentos anteados o acanelados, mejillas marrón; partes inferiores blancuzcas con vientre crema; las alas son negras con bordes amarillos en las plumas de vuelo interiores.

## Sistemática

### Descripción original
La especie H. minimus fue descrita por primera vez por el ornitólogo estadounidense Walter Edmond Clyde Todd en 1925 bajo el nombre científico Snethlagea minima; su localidad tipo es: «Itaituba, Río Tapajós, Brasil».

### Etimología
El nombre genérico masculino «Hemitriccus» se compone de las palabras del griego « ἡμι hēmi» que significa ‘pequeño’, y « τρικκος trikkos»: pequeño pájaro no identificado; en ornitología, «triccus» significa «atrapamoscas tirano»; y el nombre de la especie «minimus», proviene del latín y significa ‘el más pequeño’, ‘el menor’.

### Taxonomía
Por mucho tiempo fue considerada como una subespecie pobremente definida de Hemitriccus minor; sin embargo, una revisión de la serie original de especímenes reveló la presencia de dos especies diferentes, y que el epíteto minimus se refería en realidad a la especie hasta entonces conocida como Hemitriccus aenigma, descrita por John Todd Zimmer en 1940 como Euscarthmornis aenigma, o sea posteriormente, que de esa forma pasó a ser un sinónimo posterior. Es monotípica.